# Cambuslang FC
Cambuslang Football Club was een Schotse voetbalclub uit Glasgow. De club werd opgericht in 1874 en ontbonden in 1897. De thuiswedstrijden werden in verschillende stadions gespeeld omdat de club zelf geen stadion in bezit had. Het laatste stadion waar in gespeeld werd was Whitefield Park. De clubkleuren waren blauw-wit.

## Prijzenlijst
Nationaal
- Glasgow Cup
  - Winnaar (1): 1888
- Scottish Cup
  - Runner up (1): 1888

| Seizoenen | Stadion         |
| --------- | --------------- |
| 1874-1888 | Westburn Green  |
| 1888-1897 | Whitefield Park |